# ロンドン・ブルバード -LAST BODYGUARD-
『ロンドン・ブルバード -LAST BODYGUARD-』（ロンドンブルバード ラストボディガード、原題: London Boulevard）は、2010年にイギリスで公開されたサスペンス映画。ケン・ブルーウンの小説『ロンドン・ブールヴァード』を原作としている。

## ストーリー
3年の刑期を終え、出所した元ギャングのハリーは、ギャング仲間のビリーに仕事と住まいの世話をしてもらう代わりに、ビリーの仕事を手伝うよう誘われる。
しかしハリーは、裏社会から足を洗うために、堅気の職に就くことにする。それは元トップ女優であるシャーロットのボディガードをするというものだった。
シャーロットの邸宅にいくと、元俳優で同居人のジョーダンから、壁の修理の仕事を事細かに指示される。
ある日、古くからの友人であるホームレスが、2人の若者に路上で殺される。復讐するためハリーは犯人探しを始める。
一方、彼の墓を作るため、ハリーはビリーの借金取立ての仕事を手伝うが、債務者の黒人仲間に返り討ちにあう。
ビリーは逃げるが、ハリーはリンチを受け重症を負ってしまう。
だが、そんな彼に目をつけたギャングのボス、ギャントは、ハリーを片腕にするため説得するが、ハリーは頑なに断る。
そんな中、シャーロットの夫が国外で事故死したため、シャーロットはハリーに運転させ、執心旅行にでかける。
旅先でハリーとシャーロットは、互いの心のうちを語りあい、交流を深めていく。
ロンドンへ戻ると、ハリーはギャントに仲間入りするよう再三口説かれるが、ギャントを侮辱し断る。
ギャントは説得をあきらめ、殺人の現場を目撃したハリーを抹殺しようと動き出す。
一方ハリーは、ホームレスを殺害した少年の情報を得る。夜道に少年を射殺しようと後ろから忍び寄るが、寸前に思いとどまり少年を見逃す。
ギャントにより周囲の人に危害が及ぶと、ハリーはギャントに報復したうえでロスへ逃亡する計画をたてる。
先にシャーロットをロスへ向かわせ、また妹にも金を渡し、ロスへ行くよう指示する。
ハリーはジョーダンに協力を依頼し、ギャントの手下を殺害し貯水池に沈める。
ところが事態を知らぬ妹はロンドンに残り、ギャントの手にかかり殺害される。
ついに復讐の鬼と化したハリーは、真昼にギャントの邸宅に侵入し、ギャントを射殺する。
ギャントの金庫から大金を奪い、ロスへ向かおうとするハリーだが、家を出た所をホームレス殺害の少年に襲われ、腹部をメッタ刺しにされる。
そしてロスでは、シャーロットが来るはずのないハリーを待つのだった。
（了）

## キャスト
※括弧内は日本語吹替
- ハリー・ミッチェル - コリン・ファレル（松本保典）
- シャーロット - キーラ・ナイトレイ（弓場沙織）
- ロブ・ギャント - レイ・ウィンストン（中村浩太郎）
- ジョーダン - デヴィッド・シューリス（田坂浩樹）
- ブライオニー・ミッチェル - アンナ・フリエル（大井麻利衣）
- ダニー - スティーヴン・グレアム
- ビリー・ノートン - ベン・チャップリン
- その他の日本語吹き替え‐一ノ渡宏昭、岡哲也、加藤清司、徳本英一郎、清水一貴、金子修、河合みのる、北村妙子、宮本真伍、柏野昌俊、蛭川郁子